# قانون حمایت از خانواده (۱۳۴۶)
قانون حمایت از خانواده به قوانین مربوط به ازدواج، طلاق و سایر قوانین خانواده در قانون اساسی ایران پرداخته است. قانون حمایت از خانواده برای نخستین بار در سال ۱۳۴۶ در دوره پهلوی تصویب شد و در سال ۱۳۵۳ نیز تغییر پیدا کرد. شاهدخت اشرف پهلوی به عنوان عضوی از هیئت حاکمهٔ ایران، در اعمال برخی تغییرات در قوانین مربوط به زنان از جمله قانون حمایت از خانواده نقش مهمی داشت.

## چندزنی
یکی از قوانین مربوط به خانواده تعدد زوجات یا چندزنی است. قانون ۱۳۴۶ به استناد قرآن شرط عدالت را برای چندزنی منظور کرد. تا پیش از تصویب این قانون در سال ۱۳۴۶ مردان می‌توانستند ۴ زن عقدی و تعداد نامحدودی زن صیغه‌ای داشته باشند. اما در این قانون مرد موظف شد برای ازدواج مجدد از دادگاه اجازه بگیرد. دادگاه نیز باید در مورد او و توانایی مالی‌اش تحقیق می‌کرد و در موقع مناسب با زن نخست وی تماس می‌گرفت و از او نیز تحقیق می‌کرد. به این ترتیب ازدواج مجدد بدون اجازه دادگاه جرم کیفری محسوب می‌شد. اما رضایت همسر نخست شرط نبود (این مورد در قانون ۱۳۵۳ اضافه شد).

## طلاق
پیش از سال ۱۳۴۶ مرد حق داشت هرگاه بخواهد و در هر شرایطی زنش را طلاق دهد. مراسم طلاق باید با حضور دو شاهد که برای آشتی زن و شوهر تلاش می‌کنند انجام می‌شد ولی در عمل حضور شاهدان اجرا نمی‌شد. زن در شرایط محدودی می‌توانست به دادگاه درخواست طلاق دهد و دادگاه شوهر را موظف می‌کرد زن را طلاق دهد. این شرایط ناتوانی جنسی مرد، جنون، ناتوانی در تأمین زن، بدرفتاری، و داشتن بیماری مسری بودند.
طبق قانون حمایت از خانواده در سال ۱۳۴۶، طلاق فقط با اجازه دادگاه قابل انجام بود و دادگاه پس از اینکه متقاعد می‌شد امکان آشتی وجود ندارد گواهی طلاق صادر می‌کرد. همچنین پنج شرط دیگر در ماده ۱۱ برای امکان درخواست طلاق اضافه شد که عبارت بودند از زندانی شدن زن یا مرد برای دوره‌ای مشخص، اعتیاد، ازدواج مجدد مرد بدون رضایت زن، ترک زندگی خانوادگی از طرف هر کدام از آنان، محکومیت قضایی هر یک از آن‌ها که موجب لطمه به حیثیت خانوادگی دیگری شود.

## حوزه شغلی زنان
طبق ماده ۱۱۱۷ قانون مدنی شوهر حق داشت همسرش را از انجام شغلی که حیثیت او را به خطر می‌انداخت منع کند. قانون حمایت از خانوادهٔ سال ۱۳۴۶ نیز نه تنها این ماده را اصلاح نکرد، بلکه آن را در ماده ۱۶ خود تأیید کرد.